# Jacob's Pillow Dance
Il Jacob's Pillow è un centro di danza, scuola e luogo per spettacoli situato a Becket, nel Massachusetts, nel Berkshires. L'organizzazione è conosciuta per essere il più antico festival di danza estiva acclamato a livello internazionale negli Stati Uniti. La struttura comprende anche una scuola professionale e ampi archivi, nonché programmi comunitari per tutto l'anno. La struttura stessa è stata elencata come un National Historic Landmark District (Distretto di interesse storico nazionale) nel 2003.

## Missione
La missione del Jacob's Pillow è sostenere la creazione, la rappresentazione, l'educazione e la conservazione della danza; e per coinvolgere e approfondire l'apprezzamento del pubblico e il sostegno alla danza.

## Storia
Il sito del Jacob's Pillow a Becket, Massachusetts, fu originariamente stabilito nel 1790 dalla famiglia Carter. A causa della strada a zigzag che portava alla proprietà in cima alla collina, divenne nota come "Jacob's Ladder" ("La scala di Giacobbe"), e una roccia a forma di cuscino sulla proprietà fece acquisire alla fattoria il nome di "Jacob's Pillow" ("Cuscino di Giacobbe").
La fattoria fu acquistata nel 1931 dal pioniere della danza moderna Ted Shawn come ritiro per la danza. Shawn e sua moglie, Ruth St. Denis, guidarono l'apprezzata Denishawn Company, che aveva diffuso forme di danza radicate nel teatro e nelle tradizioni culturali, al di fuori del balletto europeo. Furono influenti nell'addestrare una schiera di pionieri della danza, tra cui Martha Graham, Charles Weidman, Doris Humphrey e Jack Cole.
L'obiettivo di Shawn era fondare un'organizzazione di danza per gli uomini americani. Il primo gruppo della sua compagnia tutta al maschile costruì molte strutture nel campus del Jacob's Pillow. Questo sforzo si concluse nel 1940 con l'avvento della seconda guerra mondiale. La compagnia di Shawn si sciolse e la maggior parte dei suoi membri si unì all'esercito.
Debiti importanti costrinsero Shawn a considerare la vendita della proprietà. Nel 1940 affittò la proprietà alla maestra di ballo Mary Washington Ball, ma anche il suo festival estivo fu finanziariamente infruttuoso. Le stelle del balletto britannico Alicia Markova e Anton Dolin, avendo appreso delle difficoltà finanziarie di Shawn, decisero di acquisire la proprietà. Con l'aiuto finanziario e il sostegno alla raccolta di fondi da parte del miliardario Reginald Wright, furono raccolti 50000 $ per acquistare la proprietà e costruire un teatro. Il festival di danza estiva fu ripreso e Shawn fu tenuto come direttore fino alla sua morte nel 1972.
Nel 2003 la proprietà Jacob's Pillow fu dichiarata National Historic Landmark District dal governo federale "un luogo culturale eccezionale che vale tutti gli americani". È l'unica entità di danza negli Stati Uniti a ricevere questo onore. Nel marzo 2011 il Jacob's Pillow fu designato destinatario della National Medal of Arts 2010, un riconoscimento nazionale di distinzione.

## Il Festival
Il Pillow offre danza internazionale in molte forme, stili e tradizioni e circa 200 eventi gratuiti ogni stagione, tra cui spettacoli, conferenze, tour, film, mostre e ddiscorsi con artisti di tutto il mondo, che raggiungono l'apice di circa 80.000 visitatori all'anno.
Il fondatore del Pillow Ted Shawn fu determinante nell'avviare le carriere di Martha Graham e Jack Cole, e il Pillow ha continuato questo ruolo di mentore nelle carriere di artisti come Alvin Ailey, José Limón e Mark Morris. Compagnie come Dance Theatre of Harlem, Parsons Dance Company e Trey McIntyre Project hanno fatto il loro debutto al Pillow, e gruppi internazionali come il Balletto Reale Danese, il Nederlands Dans Theater, il Black Grace e la Hofesh Shechter Company hanno fatto qui il loro debutto negli Stati Uniti. Prime mondiali sono state commissionate da coreografi come Merce Cunningham e Paul Taylor e artisti come Margot Fonteyn e Michail Baryšnikov sono stati presentati nelle loro opere.
Le esibizioni al Jacob's Pillow si svolgono in tre fasi. Il Ted Shawn Theatre ha una capacità di 620 posti riservati. Il Doris Duke Studio Theatre, costruito nel 1990 come spazio flessibile e sperimentale, dispone di 220 posti di accesso generale. I discorsi dei docenti in residenza al Pillow hanno luogo prima di ogni esibizione in questi due teatri. Inoltre, i discorsi dopo spettacolo si svolgono nel Ted Shawn Theater il giovedì e nel Doris Duke Studio Theater il venerdì, offrendo al pubblico l'opportunità di confrontarsi con artisti in sessioni di domande e risposte con moderatore.
La terza fase è Inside/Out, che presenta spettacoli gratuiti di artisti affermati ed emergenti provenienti da tutto il mondo in un ambiente informale, all'aperto, con vista panoramica sulle colline del Berkshire. I mercoledì anteprima degli artisti del Doris Duke Studio Theatre, il giovedì e il venerdì si esibiscono artisti emergenti e il sabato mostra i ballerini di The School at Jacob's Pillow. Ogni esibizione Inside/Out si conclude con una sessione di domande e risposte con gli artisti. Tra gli artisti presenti in Inside/Out ci sono: Pilobolus Dance Theatre, Nadine Bommer Dance Company, Reggie "Regg Roc" Gray, Michelle Dorrance con Dormeshia Sumbry-Edwards, Dušan Týnek Dance Theatre, Abarukas, Manuel Vignoulle e Laurie M. Taylor.
Un altro aspetto dei continui sforzi educativi del Jacob's Pillow è la serie PillowTalk, che riguarda l'arte della danza e gli artisti che si esibiscono ogni settimana attraverso tavole rotonde, interviste, proiezioni di film e autografi sui libri. Le manifestazioni sono gratuite e aperte al pubblico, così come gli Archivi, che offrono l'opportunità di vedere video, leggere libri, accedere al catalogo del computer del Pillow o visualizzare le collezioni permanenti di programmi e fotografie del Pillow. Durante l'estate sono disponibili gratuitamente visite storiche a piedi al pubblico.

## La Scuola al Jacob's Pillow
Il programma scolastico della scuola del Jacob's Pillow in stile conservatorio comprende cinque programmi: Balletto, Tradizioni culturali, Tradizioni contemporanee, Teatro jazz/musicale e Laboratorio di coreografia. Il programma dei ballerini comprende sei giorni ogni settimana con quattro lezioni di studio di livello professionale ogni giorno, sessioni di allenamento, spettacoli settimanali per il pubblico, corsi di specializzazione con artisti del Festival, conferenze guidate da docenti in residenza, compiti di studio nei rari e ampi archivi del Pillow e partecipazione a tutti gli spettacoli e gli eventi del Festival.
La Scuola del Jacob's Pillow è conosciuta per la sua facoltà. La facoltà della scuola presso il Jacob's Pillow ha compreso Susan Jaffe, Amanda McKerrow, Chet Walker, Nikolaj Hubbe, Anna-Marie Holmes, Milton Myers, Katherine Dunham, Rennie Harris, Matt Mattox, Soledad Barrio, Tim Rushton, Finis Jhung, Martin Santangelo, Mercedes Ellington, Stephanie Saland, Victor Plotnikov, Annie-B Parson, Paul Lazar, Aszure Barton, Helen Pickett, Banu Ogan, Mr. Wiggles, Marjory Smarth, Dana Moore e Ric Ryder.
Tra gli ex alunni della scuola ci sono Meredith Monk, vincitrice del MacArthur Grant, la coreografa Mia Michaels, Linda Kent ex direttrice dell'Alvin Ailey American Dance Theater e Paul Taylor Dance Company, Nikolaj Hübbe, direttore artistico del Royal Danish Ballet, il recente vincitore della serie televisiva della FOX So You Think You Can Dance, Joshua Allen e Robert Swinston della Merce Cunningham Dance Company.

## Programmi per la comunità
I programmi di danza comunitaria del Jacob's Pillow raggiungono ogni anno più di 3.000 bambini, studenti, educatori, gruppi con necessità particolari, studenti universitari e ballerini di tutte le età e livelli di esperienza. I programmi si svolgono presso il Pillow, nelle scuole e in altri contesti e sono progettati per collegare una vasta gamma di partecipanti al mondo della danza intellettuale, emotivo, ispiratore e fisico.
Ogni anno gli studenti e gli insegnanti della contea di Berkshire coreografano danze per esplorare i temi richiesti per la padronanza in classi accademiche, tra cui scienze, matematica, storia e comunicazione. Il programma Jacob's Pillow Curriculum in Motion, colloca gli artisti del Pillow in classe per sviluppare e insegnare programmi che soddisfano gli standard statali e nazionali delle arti e accademici.
Il Pillow collabora con organizzazioni della comunità nella Contea di Berkshire per permettere l'accesso alle attività di danza e imparare dagli artisti e dallo staff del Festival. Una partnership per tutto l'anno con il progetto Railroad Street Youth promuove la leadership degli adolescenti e il coinvolgimento della comunità attraverso lo sviluppo del lavoro coreografico. Durante il Festival il Pillow collabora con l'Istituto Berkshire per un apprendimento che dura tutta una vita; Elderhostel Programmi e i programmi Days In The Arts della Boston Symphony Orchestra e Shakespeare & Co. Arts for All. Il Pillow offre a questi gruppi lezioni di danza, visite guidate, spettacoli e opportunità di osservazione della scuola e accesso a artisti e personale.

## Gli archivi
Le collezioni principali conservate negli archivi del Jacob's Pillow erano state originariamente assemblate dal fondatore Ted Shawn. I materiali sono stati aggiunti continuamente dagli anni '30 dai volontari della Commissione e dello staff del Pillow. Nel 1991 il Jacob's Pillow creò la posizione di Direttore della Conservazione per dirigere le attività e la manutenzione degli archivi. Gli Archivi al Jacob's Pillow hanno circa 6.000 film e video dal 1894 ad oggi, 45.000 foto e negativi di danza storica, 313.000 pagine di materiali stampati unici, 27 bauli di costumi dal 1915 e 2.000 libri. Gli Archivi sono una componente del Programma di preservazione del Pillow, che organizza mostre che esplorano vari aspetti della danza, sovrintende questioni riguardanti il sito National Historic Landmark e registra le attività in corso del Festival.
Gli Archivi sono riconosciuti a livello internazionale come un importante deposito di materiali per la danza. L'accesso alla struttura di ricerca è aperto al pubblico tutto l'anno su appuntamento ed è disponibile durante la stagione estiva da mezzogiorno fino alla fine di ogni spettacolo, sei giorni alla settimana. La collezione degli Archivi è catalogata elettronicamente e gran parte di essa è accessibile attraverso il sito web del Pillow.
Blake's Barn è una struttura del XVIII secolo che è stata trasferita e riconfigurata appositamente per l'attività di conservazione. Questa struttura è stata donata da Marge Champion, attrice teatrale e sceneggiatrice ed è intitolata in onore del defunto figlio. Oltre ad un'area centrale per mostre e conferenze, l'edificio ospita una sala di lettura con postazioni video che forniscono accesso alla collezione di immagini in movimento. Il livello inferiore contiene aree di stoccaggio a temperatura controllata e apparecchiature di produzione video.
Jacob's Pillow rimane in prima linea nel campo della conservazione della danza in parte attraverso la sua partecipazione attiva alla Dance Heritage Coalition, un'alleanza tra le otto principali collezioni di danza del paese tra cui la Library of Congress, la Harvard Theatre Collection e la New York Public Library for the Performing Arts. La Coalizione è attualmente presieduta da Norton Owen, il direttore della conservazione da lungo tempo del Pillow.
Nel 2008 il Pillow fu invitato dal Nonprofit Finance Fund (Fondo per il finanziamento senza fini di lucro), con il sostegno della Doris Duke Charitable Foundation, a partecipare al Leading for the Future: Innovative Support for Artistic Excellence Initiative quinquennale. Con questo finanziamento, le risorse dell'Archivio possono essere utilizzate in modi che aggiungono contesto e approfondiscono la comprensione dei singoli artisti e delle tradizioni della danza e aiutano il pubblico in tutto il mondo a comprendere forme nuove e in evoluzione.
Nel 2011 il Jacob's Pillow lanciò il Jacob's Pillow Dance Interactive, una risorsa online di videoclip a cura degli Archivi di Becket. L'archivio presenta spettacoli che hanno avuto luogo al festival dal 1937 al 2010, comprese riprese raramente viste. Questa risorsa gratuita di facile utilizzo consente all'utente di consultare i filmati di danza per artista, genere ed epoca. Il direttore della conservazione, Norton Owen, cura la collezione. Ogni voce include un video clip, un paragrafo informativo che descrive il ballerino / coreografo e un ritratto di artista.